# 池田和良
池田 和良（いけだ かずよし、1965年4月10日 - ）は、日本の俳優、声優。オフィス・ティービー/演劇集団シアターワン所属。以前はエーエス企画に所属していた。身長163cm。体重60kg。血液型はB型。映像テクノアカデミア卒業。

## 出演作品

### 映画
- 次郎長三国志

### 吹き替え

#### 映画
- サンダーバード 劇場版（ブラッド・ニューマン（DVD版））
- 10日間で男を上手にフル方法

#### テレビドラマ
- ザ・ホワイトハウス2
- スピン・シティ
- バビロン5
- 弁護士イーライのふしぎな日常

#### アニメ
- シャドウレイダース（兵士）
- 楽しいダックタウン（客）
- パワーパフガールズ（劇中歌歌唱）
- ビリー&マンディ（リンカーン）
- ピンキー&ブレイン（ビル・クリントン（2代目）、日本語版主題歌歌唱、他）

### CM
- 日本コカ・コーラ『ジョージア・キャンプ編』

### ナレーション
- サントリー「角・キャンペーンビデオ」
- 2つの名前を持つ男

### 舞台
- かもめ
- ジャズシンガー1・2・3（勝俣）
- 淳子と淳一
- 美少女ナナ